# Gradac (żupania pożedzko-slawońska)
Gradac – wieś w Chorwacji, w żupanii pożedzko-slawońskiej, w mieście Pleternica. W 2011 roku liczyła 937 mieszkańców.